# Das Narrenschiff (Brant)

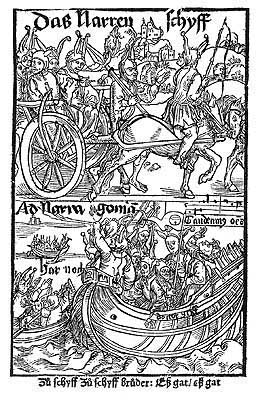
Titelseite aus Sebastian Brants Narrenschyff

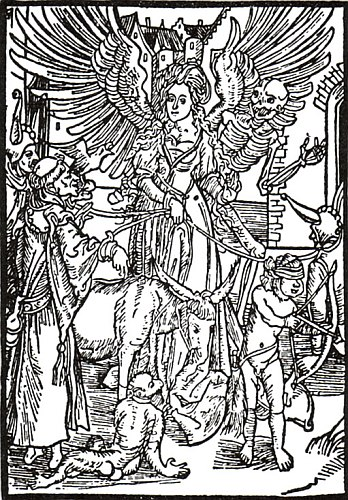
Die Liebesnarrheit: Cupido schießt blind, der Tod grüßt.

Das Narrenschiff (alternativ: Daß Narrenschyff ad Narragoniam) des Sebastian Brant (1457–1521), 1494 gedruckt von Johann Bergmann von Olpe in Basel, war das erfolgreichste deutschsprachige Buch vor der Reformation. Es handelt sich um eine spätmittelalterliche Moralsatire, die eine Typologie von über 100 Narren bei einer Schifffahrt mit Kurs auf das fiktive Land Narragonien entwirft und so der Welt durch eine unterhaltsame Schilderung ihrer Laster und Eigenheiten kritisch und satirisch den Spiegel vorhält. Das Werk wurde 1497 ins Lateinische übersetzt und durch weitere Übersetzungen in verschiedene Sprachen in ganz Europa verbreitet.

## Inhalt
Das Buch gliedert sich in eine vorred und 112 Kapitel, die in den meisten Fällen jeweils ein typisches menschliches Fehlverhalten oder Laster beschreiben und als Auswuchs närrischer Unvernunft präsentieren, so z. B. Habsucht, Kleidermoden, Schwätzerei oder Ehebruch, auch vor der Einnahme Konstantinopels durch das Osmanische Reich und dem nahen Weltende wird gewarnt; Regierende bekommen gute Ratschläge, und ein neuer Heiliger namens St. Grobian führt sich wie ein Flegel auf. Das Schlusskapitel stellt diesem Reigen von Narren den Weisen als Ideal vernünftiger Lebenshaltung gegenüber und klingt im Schlussreim mit dem Namen des Autors aus, noch gefolgt von einem gereimten Explicit und einer in späteren Auflagen hinzugefügten protestation, die sich über unbefugte Plagiate und Erweiterungen beschwert.
Ist der Narr ein durchgehendes Leitmotiv, so taucht das Narrenschiff als rahmenprägendes Motiv nur einige Male auf; dafür erfindet der Verfasser neue Wortzusammensetzungen, wie z. B. Narrentanz und Narrenspiegel, die womöglich geläufige Titel religiöser Schriften, wie Totentanz und Bußspiegel, parodieren sollten. Überdies wird der Narrenbrei gerührt oder Mitgliedschaft im Narrenorden beschrieben. Brant lässt keinen Bereich des Lebens und des Wissens aus, dem nicht eine Kategorie der Narretei zugeordnet werden könnte:
„Ja würt all gschrifft vnd ler veracht / Die gantz welt lebt in finstrer nacht / Vnd dût in sünden blint verharren / All strassen / gassen / sindt voll narren.“ – „Ja wird alle Schrift und Lehre verachtet; [dann] lebt die ganze Welt in finsterer Nacht; Und tut in Sünden blind verharren; Alle Straßen, Gassen sind voller Narren.“
Der Weg zur Weisheit führt, so Rothkegel (1988), für Brant nicht über die „unmündige Frömmigkeit“, sondern über seinen fründ Vergilium, den römischen Dichter Vergil, das heißt die menschliche Vernunft. Brant erfasst „das Problem menschlichen Verhaltens“ auf der Grundlage der biblischen Psalmen und Weisheitsschriften und der antiken Philosophie: „Brants Ideal ist der Weise der Stoiker“. Im Narrenschyff liest sich das im Kapitel Der wyß man („Der weise Mann“) so:
„Er acht nit was der adel spricht / Oder des gemeynen volcks geschrey / Er ist rotund / ganz wie ein ey.“ – „Er achtet nicht auf das, was der Adel / der Adlige spricht; Oder auf des gemeinen/einfachen Volkes Geschrei; Er ist rund; ganz wie ein Ei (wohl übertragen zu verstehen als: so glatt wie ein Ei, so dass alles an ihm abgleitet)“

## Rezeption im 15. und 16. Jahrhundert

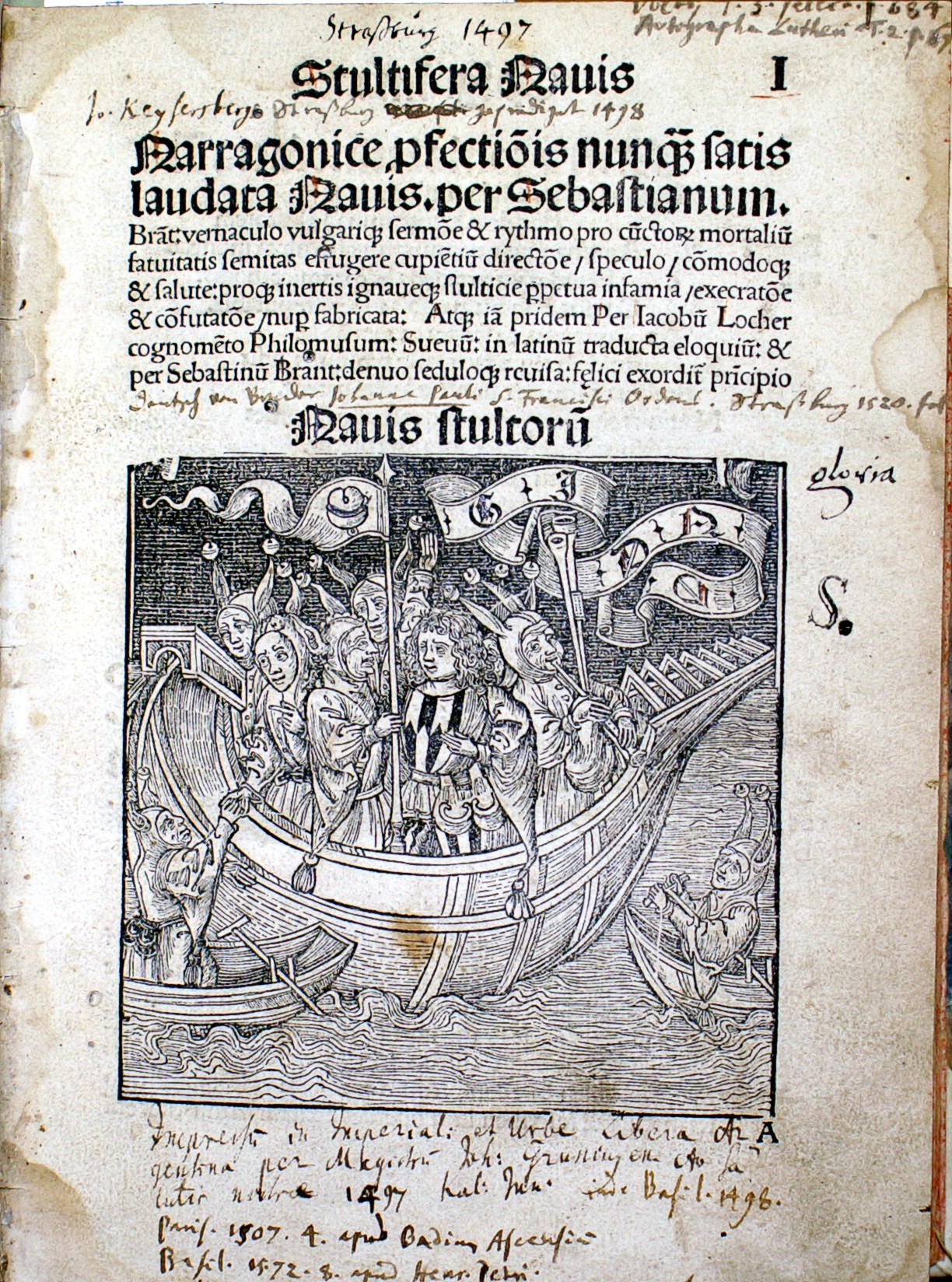
Stultifera Navis. Grüninger, Straßburg 1497: Titel

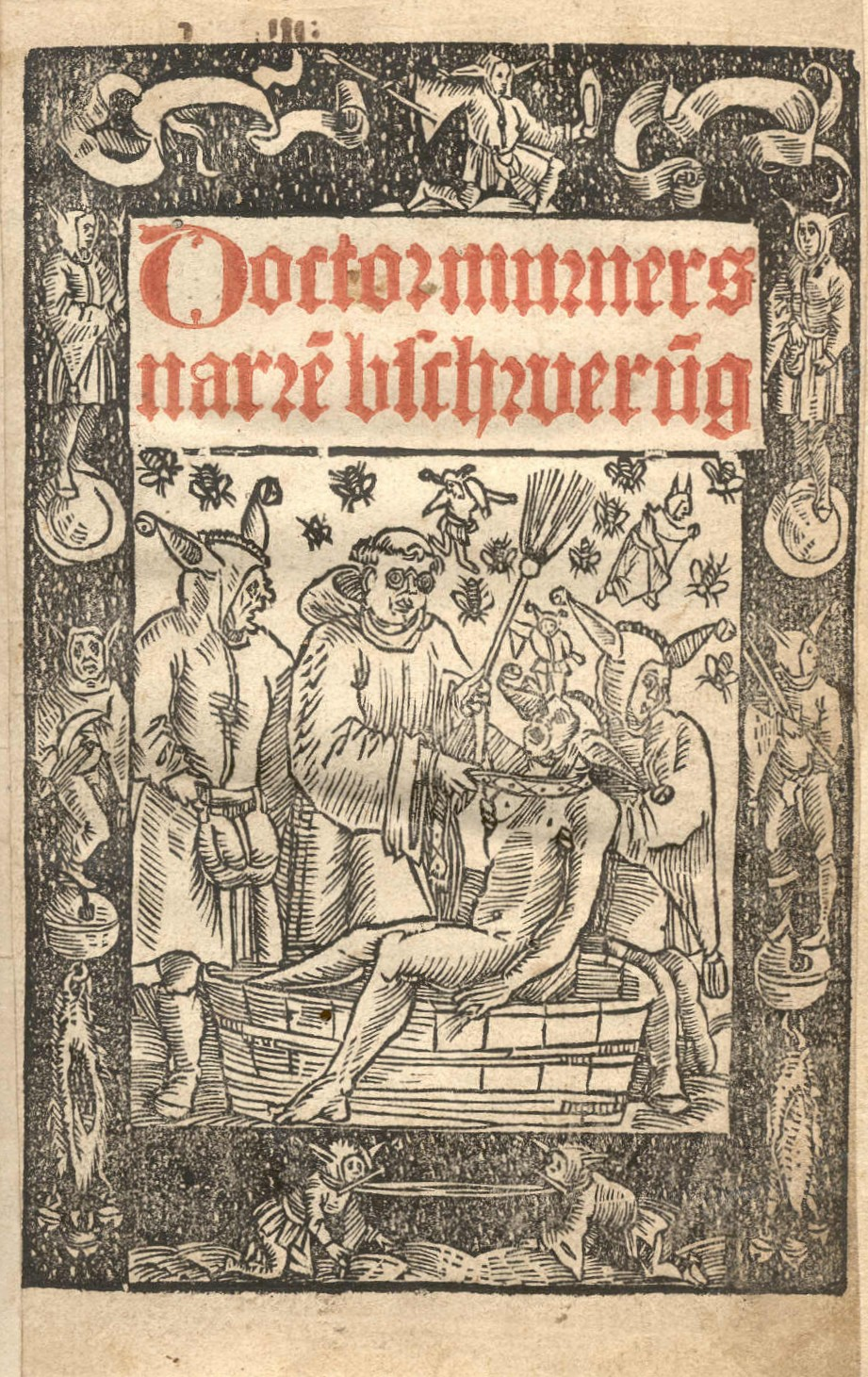
Doktor Murners Narrenbeschwerung. Matthias Hupfuff, Basel 1512

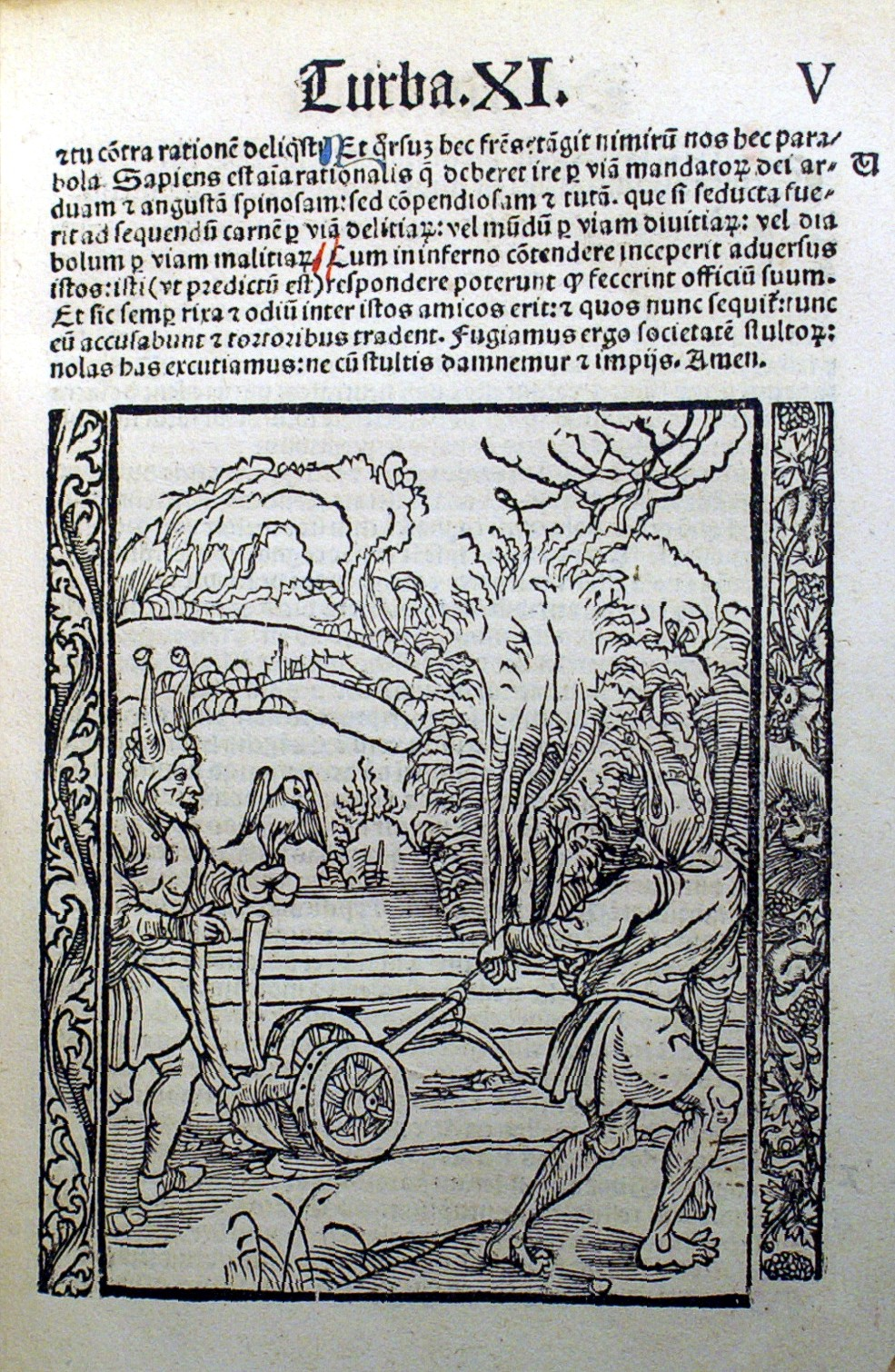
In Geilers Navicula fatuorum: aus B. von Olpes Erstdruck des Narrenschyff von 1494 übernommener Holzschnitt von Albrecht Dürer

Das Narrenschyff wurde von den Zeitgenossen sogleich in den höchsten Tönen gelobt, insbesondere von den Frühhumanisten des Oberrheins, mit denen Brant bekannt gewesen sein dürfte. Wahrscheinlich plante er, sein Werk selbst ins Lateinische zu übersetzen, übertrug diese Aufgabe dann aber seinem Schüler Jakob Locher, dessen Arbeit unter dem Titel Stultifera Navis am 1. März 1497 in Basel erschien, gedruckt wie die deutsche Ausgabe bei Johann Bergmann von Olpe. Diese Ausgabe verbreitete sich schnell über die Landesgrenzen hinweg und machte Brants Werk zu einem internationalen Erfolg. Die Übersetzung Lochers ist keine wörtliche, sondern eher eine lateinische Nachdichtung, die (so das Ergebnis eines Textvergleichs von Rupp, 2002) den Erwartungen des lateinkundigen Publikums und dessen klassischem Bildungshintergrund Rechnung getragen habe.
Eine mittelniederdeutsche Ausgabe wurde 1497 unter dem Titel Dat narren schyp von Hans van Ghetelen in Lübeck gedruckt.
Der Straßburger Prediger Johann Geiler von Kaysersberg stand Brants Parodien nicht ohne Vorbehalte gegenüber; zwar geißelte auch er Missstände und Verfall der Sitten, baute dabei aber auf Bildung, Humor und Volkstümlichkeit. 1498 begann er mit dem Entwurf von Predigten über das Narrenschiff, in denen er die aktuelle Satire durchaus kritisch verarbeitete.
Als Geiler 1510 starb, ließ sein Schüler Jakob Otter den Predigtzyklus nach Notizen und Mitschriften bei Matthias Schürer in Straßburg drucken; sie erschienen unter dem Titel Navicula sive Speculorum Fatuorum im Januar 1511.
Thomas Murner, Franziskaner, Schriftsteller und ein Schüler Jakob Lochers, brachte im Jahre 1512 gleich zwei satirische Schriften heraus, zu denen er sich von Brants Narrenschyff und Geilers Narren-Predigten hatte inspirieren lassen: die Schelmenzunfft und Doktor Murners Narrenbeschwerung. 1519 erschien in Rostock, gedruckt von Ludwig Dietz, eine niederdeutsche Ausgabe des Narrenschyff mit dem Titel: Dat Nye Schip von Narragonien.
Im Lauf des 16. Jahrhunderts erfreuten sich die Narrenfiguren Sebastian Brants weiterhin großer Beliebtheit, gleichwohl wurden sie von den kirchlichen Institutionen nicht mehr gern gesehen; man druckte in kleinem Format, das zudem preisgünstiger war und den Absatz sicherte. Im März 1572 erschien in Basel, aus der Offizin von Sebastian Henricpetrus, eine Ausgabe von Lochers lateinischer Übersetzung: Stultifera Navis Mortualium, ein mit kleinen Kupferstichen reich bebildertes Oktav.

## Einordnung
Das Narrenschiff gehört zur volkstümlichen Literaturform der Narrengeschichten, einer satirischen Literatur, die die Belehrung über die menschlichen Schwächen und die Kritik des Zeitgeistes zum Inhalt hat; ihre Ausdrucksformen sind die Karikatur und die Übertreibung.
Hierzu sind nach Brants Narrenschiff auch das Lob der Torheit (1509) des Erasmus von Rotterdam sowie Till Eulenspiegel (1515) und die Schildbürger (1597) zu nennen.
Auch wenn Brant am Ende des Narrenschyff-Erstdrucks von 1494 sagt, es sei entstanden vff die Vasenacht/die man des narren kirchwich nennet, ist daraus nicht zu schließen, dass er seine Narren aus den Karnevalsbräuchen gewonnen haben könnte, die bis auf den heutigen Tag solide Bürger für einige Tage im Jahr in überschwänglich feiernde Narren verwandeln. Eher ist es so, dass im ausgehenden Mittelalter der Narr bereits längst vor Brant als eine gottverneinende, sündige Figur bekannt war, die mit dem eigentlichen Fastnachtsfest noch gar nichts zu tun hatte; für die Moralsatire bot sich die Figur des Narren geradezu an. Sie ist daher keine Zufälligkeit. Stattdessen übernahm der Autor hier eine in allen Bevölkerungsschichten verstandene Symbolfigur. Somit ist es nicht verwunderlich, wenn Sebastian Brants Narrenbeispiele in den Illustrationen allesamt mit den typischen Narrenattributen – Narrenkappen, Eselsohren und Schellen u. a. – dargestellt werden.
Sicher ist allerdings auch, dass Sebastian Brant und sein Narrenschiff die Allegorie des Narren schlagartig europaweit zur beliebtesten Figur des ausgehenden Mittelalters machten.

## Die Illustrationen
Zum Erfolg des Narrenschiffs und seiner Folgepublikationen trugen nicht zuletzt die ansprechenden und lebendigen Illustrationen bei. Für Bergmann von Olpes Druck 1494 fertigte der Meister der Bergmannschen Offizin, eventuell identisch mit Albrecht Dürer, der sich auf seiner Wanderschaft in Basel aufhielt, als Hauptmeister 73 Holzschnitte  von insgesamt 103 an. 15 weitere Holzschnitte werden dem sogenannten Haintz-nar-Meister und 3 dem gnad-her-Meister zugeschrieben; 11 weitere stammen von unbekannter Hand. Der Nürnberger Drucker Peter Wagner (vor 1460–nach 1500) hat in seiner Ausgabe das Werk mit 114 Holzschnitten ausgestattet. In der Ausgabe von Geilers Navicula sind diese in Komposition und Strichführung ausdrucksstarken Illustrationen übernommen worden. Die Holzschnitte in Lochers Stultivera Navis gewinnen ihre Effekte durch den raffinierten Schnitt der Flächen, um einen Hell-Dunkel-Kontrast zu erzielen.
Da die Philologie erst im 20. Jahrhundert den Wert der Narrenschiff-Parade erkannte, die zuvor lange Zeit als eher wertlose Zusammenstellung angesehen wurde, scheinen auch die Urheber der Illustrationen erst in jüngerer Zeit ins Interesse der Kunsthistoriker gerückt zu sein; viele sind noch nicht ermittelt. Einige Holzschnitte in Doktor Murners Narrenbeschwerung werden Urs Graf zugeschrieben. Die Illustrationen in der niederdeutschen Ausgabe, die von Ludwig Dietz in Rostock verlegt wurde, tragen die Handschrift unterschiedlicher Künstler.
Unbekannt ist ebenso, wer die Kupferstiche für die Oktav-Ausgabe der Locher-Übersetzung von 1572 anfertigte, die sich dadurch auszeichnen, dass sie die Narren und ihr Gefolge in eleganter zeitgenössischer Mode ausgestattet zeigen.

## Das Narrenschiff in der Kultur

### Philosophie
Das Motiv eines führerlosen bzw. durch das Kompetenzgerangel unqualifizierter Schiffsleute manövrierunfähigen Schiffes findet sich in Platons Schrift Der Staat im 6. Buch.

### Bildende Kunst

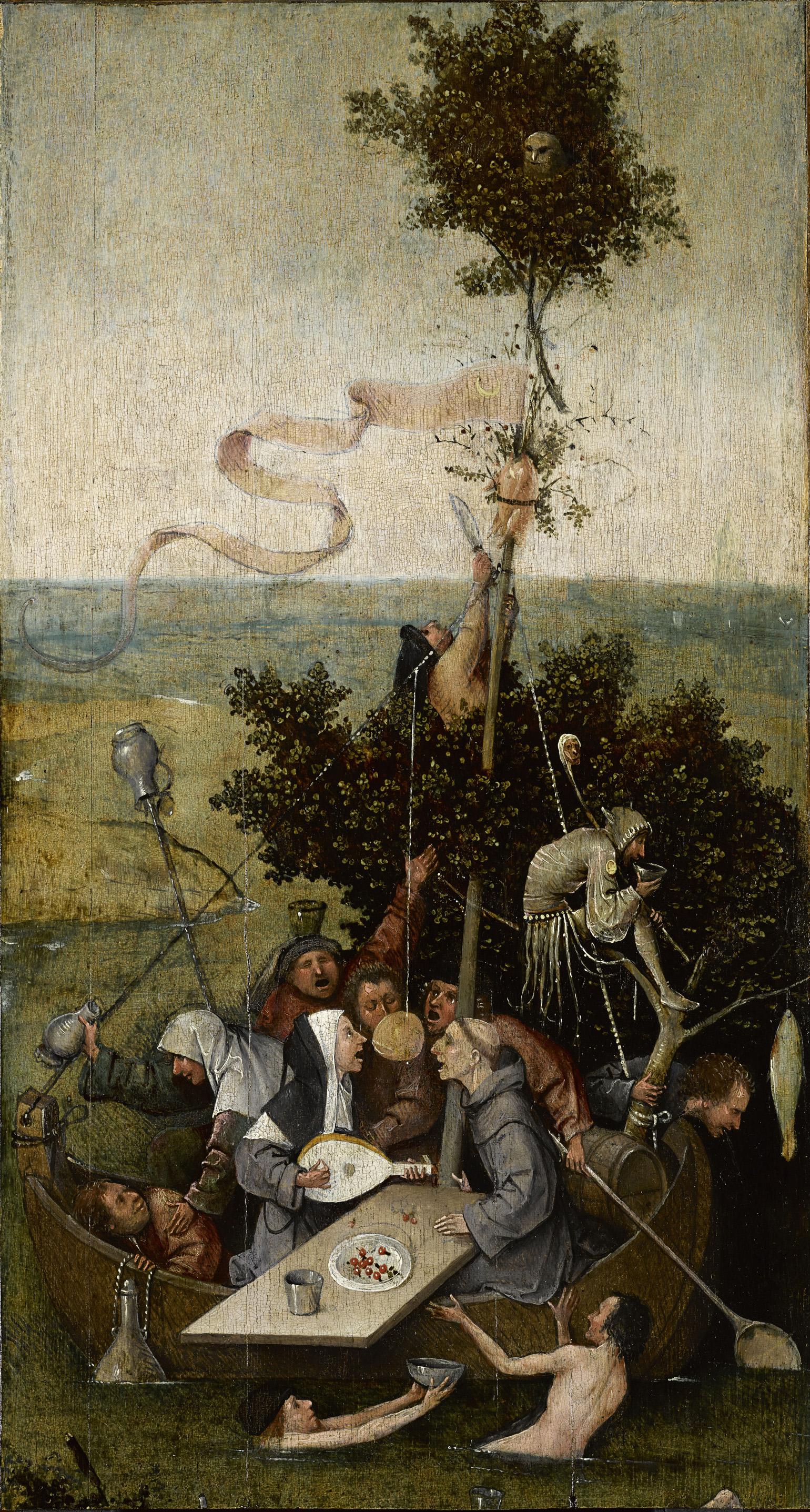
Das Narrenschiff von Hieronymus Bosch (zirka 1450–1516)
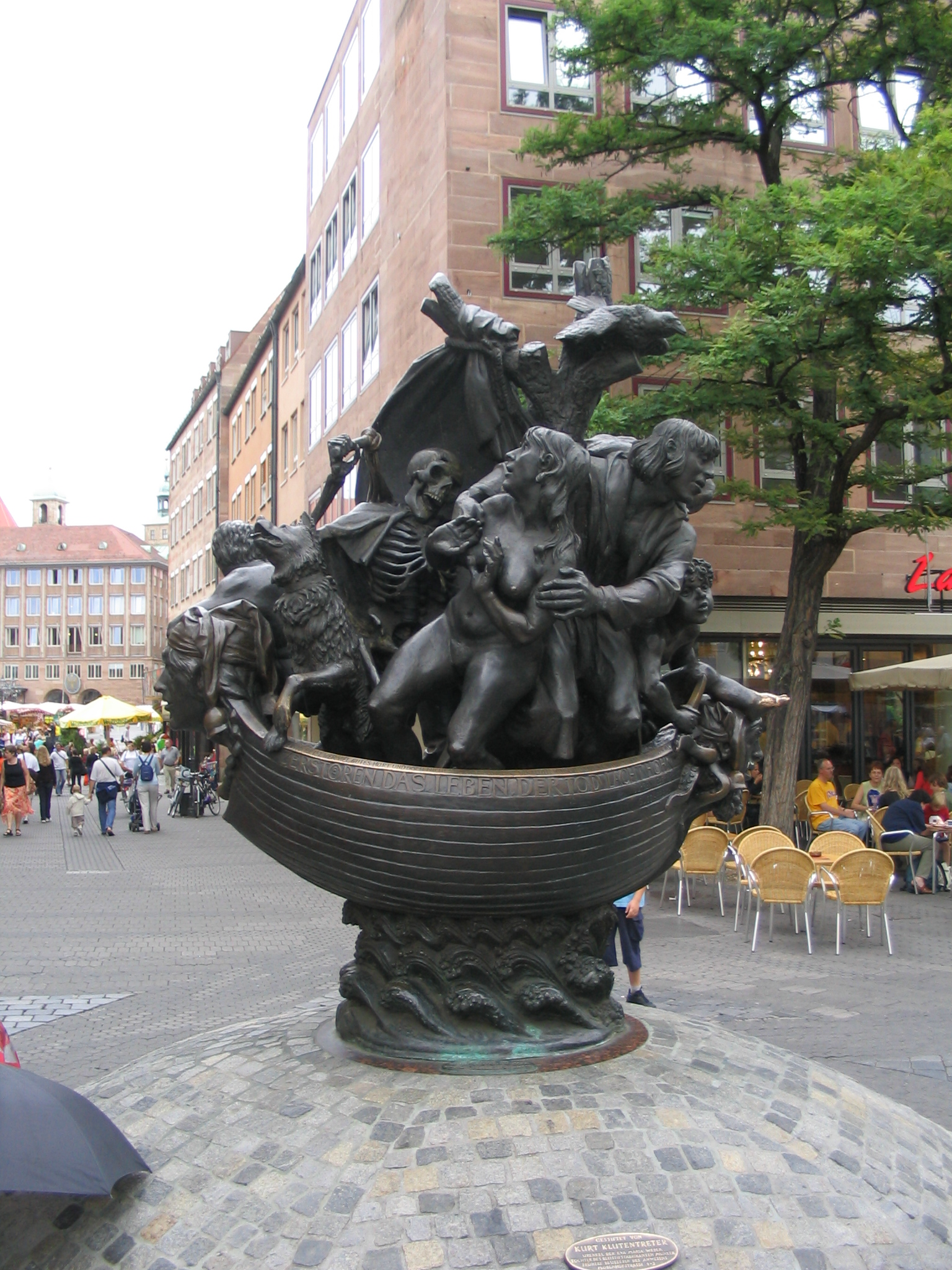
Narrenschiff von Jürgen Weber (1928–2007) in Nürnberg
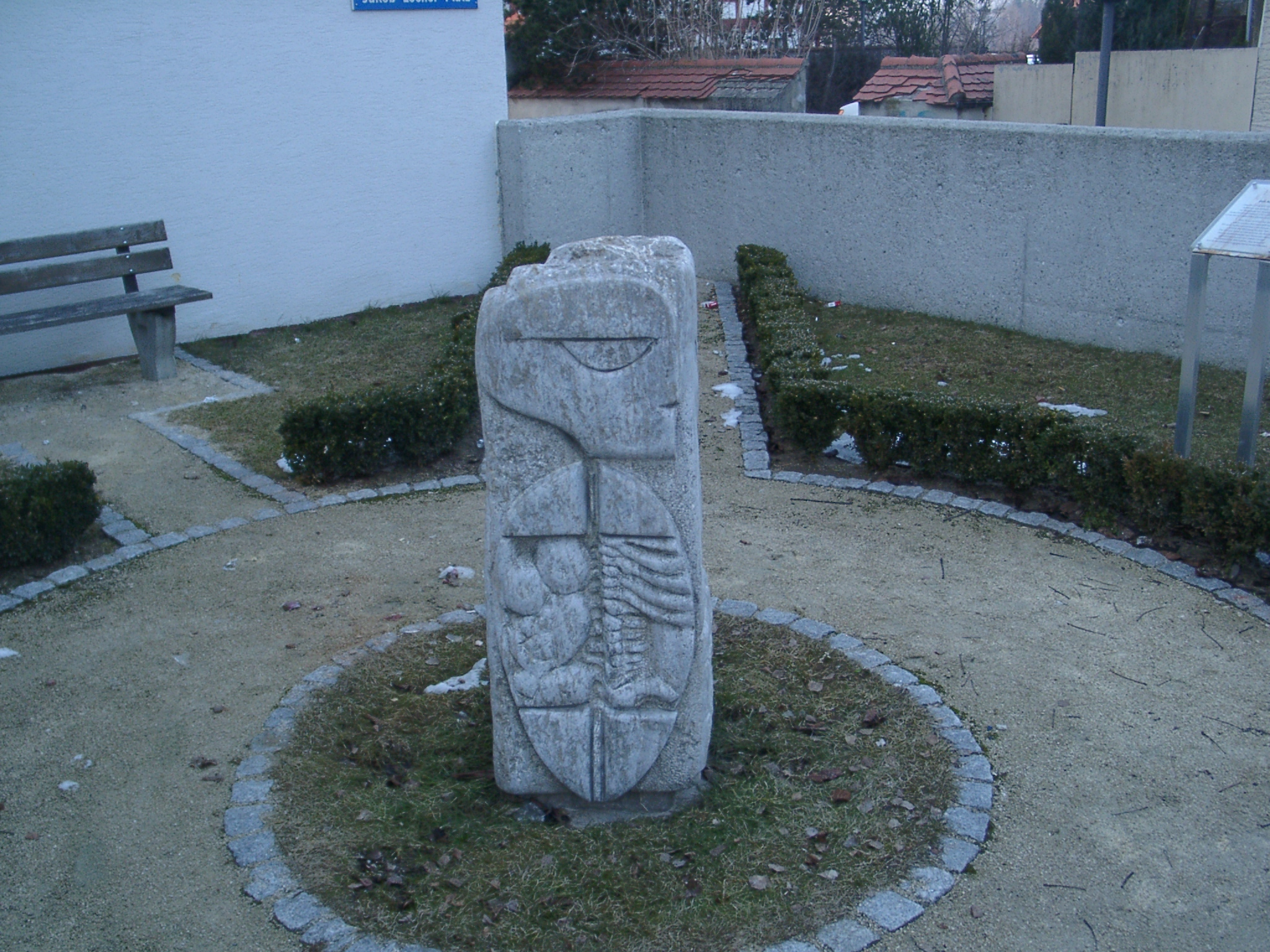
Narrenschiff-Denkmal von Horst Reichle in Ehingen an der Donau (2002)
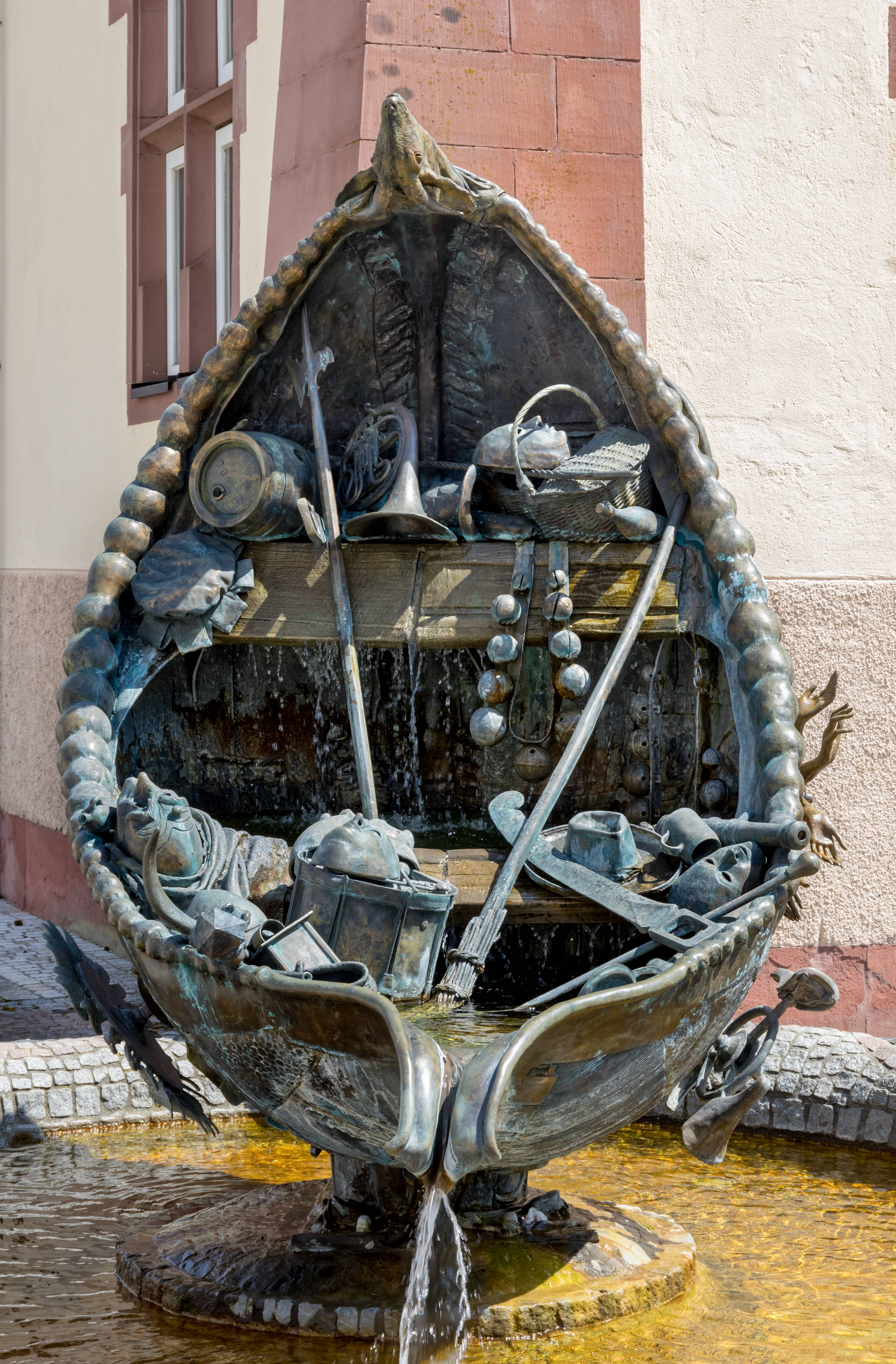
Narrenbrunnen von Bernhard Wintermantel aus Hüfingen (2004)

Bis auf den heutigen Tag griffen Künstler das Werk auf für eigenständige Produktionen; so fertigte zum Beispiel Hans Holbein der Jüngere als 17-Jähriger eine Serie für die Randzeichnungen in Erasmus’ Lob der Torheit an. Auch der Maler Hieronymus Bosch behandelte das Thema des Narrenschiffs in einem seiner Gemälde.  Eine Skulptur von Jürgen Weber stellte es in der Fußgängerzone einer Stadt dem Flaneur in den Weg. Ehingen an der Donau setzte seinem bekanntesten Bürger Sebastian Locher 2002 ein Narrenschiff-Denkmal.

### Musik
Das Narrenschiff wurde auch in der Musik thematisiert, unter anderem 1980 in dem gleichnamigen Song der Gruppe Karat (Schwanenkönig), sowie dem gleichnamigen Lied von Reinhard Mey auf seinem Album Flaschenpost von 1998. Die belgische Bal-Folk-Gruppe Naragonia benannte sich nach dem Bestimmungsort des Narrenschiffes.
Ab den 1970er Jahren veröffentlichten zahlreiche Künstler und Bands des Rock und Pop Stücke mit dem Titel „Ship of Fools“: The Doors (1970), The Grateful Dead (1974), John Cale (1974), Bob Seger and the Silver Bullet Band (1976), Van der Graaf Generator (1978), Soul Asylum (1986), Echo & the Bunnymen (1986), World Party (1986), Erasure (1988), Robert Plant (1988), The Residents (1992), Sarah Brightman (1993),  Scorpions (1993), Secret Chiefs 3 (2001), Yngwie Malmsteen (2002), Alphaville (2003), Ron Sexsmith (2006), Doves (2009).
Das Werk diente auch als Anregung für das Projekt Narrenschiffe – In-transit actions after Sebastian Brant der römischen Komponistin Lucia Ronchetti in Zusammenarbeit mit der Express Brass Band aus München im Rahmen der Opernfestspiele 2010.

### Astronomie
Der Asteroid (5896) Narrenschiff ist nach dem Narrenschiff benannt.

### Belletristik
- Kurt Klutentreter: Rund um das Narrenschiff. Erinnerungen eines etablierten 77 Jahre alten Nürnberger „Trottels“. Fast ein Roman. Papyrus, Nürnberg 1988, ISBN 3-9801901-0-2 (416 Seiten).
- Katherine Anne Porter: Ship of Fools, 1962; dt. Das Narrenschiff, übersetzt von Susanna Rademacher. Rowohlt Verlag, Reinbek bei Hamburg 1963. Neuausgabe, übersetzt von Susanna Rademacher, überarbeitete und kommentierte Ausgabe, mit einem Nachwort von Elke Schmitter. Manesse Verlag, Zürich 2010, ISBN 978-3-7175-2220-1.
- Jürgen Weber: Das Narrenschiff. Kunst ohne Kompass, Autobiographie, Universitas Verlag, München 1994, ISBN 3-8004-1311-6 (480 Seiten).
- Christoph Hein: Das Narrenschiff. 1. Auflage. Suhrkamp, Berlin 2025, ISBN 978-3-518-43226-6.

### Weitere
Die Faschingsgesellschaft der Stadt Regensburg nennt sich Narragonia.

## Werkausgaben
- Sebastian Brant: Das Narrenschiff, lat. von Jakob Locher. Johann Bergmann von Olpe, Basel 1497 (Märzausgabe).
- Sebastian Brands Narrenschiff. Ein Hausschatz zur Ergetzung und Erbauung, erneuert von Karl Simrock. Mit den Holzschnitten der ersten Ausgaben und dem Bildnis Brands aus Reusners Icones. Berlin 1872 (Digitalisat, Internet Archive).
- Sebastian Brant: Welt-Spiegel oder Narren-Schiff, darin aller Ständt und Laster üppiges Leben, grobe narrechte Sitten und der Weltlauff, gleich als in einem Spiegel gesehen werden … Auswahl und Nachreimung angefertigt von V. O. Stomps nebst einer Vorbemerkung. Mit alten Holzschnitten vers. u. von Kurt Radloff handgeschrieben. Ähren-Verlag, Heidelberg 1947 (18 Bl.).
- Sebastian Brant: Das Narrenschiff. Text und Holzschnitte der Erstausgabe 1494. Zusätze der Ausgaben 1495 und 1499., Verlag Philipp Reclam jun., Leipzig 1979 (Reclams Universal-Bibliothek, Bd. 793).
- Sebastian Brant: Das Narrenschiff: mit allen 114 Holzschnitten des Drucks Basel 1494. Hrsg. von Joachim Knape. Studienausgabe, Reclam, Stuttgart 2005, ISBN 3-15-018333-2.
- Sebastian Brant: Das Narrenschiff. Übertragen von H. A. Junghans. Durchgesehen und mit Anmerkungen sowie einem Nachwort neu hrsg. von Hans-Joachim Mähl. Bibliogr. ergänzte Ausgabe. Reclam, Stuttgart 1998, ISBN 3-15-000899-9.
- Sebastian Brant: Das Narrenschiff. Nach der Erstausgabe (Basel 1494) mit den Zusätzen der Ausgaben von 1495 und 1499 sowie den Holzschnitten der deutschen Originalausgaben. Hrsg. von Manfred Lemmer. 2. Auflage. Niemeyer, Tübingen 1968 (= Neudrucke deutscher Literaturwerke. Neue Folge. Band 5); erweiterte Auflage ebenda 2004, ISBN 3-484-17105-7.
- Sebastian Brant: Das Narrenschiff. Wiesbaden 2004, ISBN 3-937715-03-7.

## Digitalisate
- Digitalisat der deutschen Ausgabe Basel 1494, Exemplar der Sächsischen Landesbibliothek – Staats- und Universitätsbibliothek Dresden
- Digitalisat der lateinischen Ausgabe Basel 1497, Exemplar der Bayerischen Staatsbibliothek
- Digitalisat der lateinischen Ausgabe Augsburg 1497, Exemplar der Herzog August Bibliothek
- Digitalisat der lateinischen Ausgabe Strassburg 1497, Exemplar der Bayerischen Staatsbibliothek
- Digitalisat der lateinischen Ausgabe Basel 1498, Exemplar der Herzog August Bibliothek
- Digitalisat der lateinischen Ausgabe Lyon 1488 (i.e. 1498), Exemplar der Russischen Staatsbibliothek
- Narragonien digital. Digitale Textausgaben von europäischen 'Narrenschiffen' des 15. Jahrhunderts, hrsg. von Brigitte Burrichter und Joachim Hamm. Würzburg 2021 (online)